# Čista Mlaka
Čista Mlaka falu Horvátországban Zágráb megyében. Közigazgatásilag Rugvicához tartozik.

## Fekvése
Zágráb központjától 16 km-re délkeletre, községközpontjától 5 km-re északnyugatra, a Száva bal partján fekszik.

## Története
Írásos forrásban 1331-ben tűnik fel először a neve „Cistanlaka prope Suiblon” alakban. 1544-ben „Mlacha aliter Dezpothowycza” néven említik. A település történetéről nem áll rendelkezésre elég adat. Nevéből arra lehet következtetni, hogy a Száva közelségének köszönhetően itt régen is, akárcsak ma egy vizenyős terület volt. Egykor a falut gúnynevén „Osranec”nek hívták, ez azonban mára csaknem felesésbe merült. A falu 1783-ban az első katonai felmérés térképén „Dorf Chista Mlaka” néven szerepel. A 19. század közepétől Zágráb vármegye Dugo Seloi járásához, majd az 1960-as évektől Dugo Selo községhez tartozott.
1857-ben 83, 1910-ben 78 lakosa volt. 1993-tól az akkor alapított Rugvica község része. Kedvező fekvésének köszönhetően , melyet a főváros közelsége jelent az 1980-as évektől lakossága ugrásszerű fejlődésnek indult. A betelepülők az ország minden részéből, de főként a honvédő háború idején még Bosznia Hercegovinából is érkeztek. A település egyházilag a savski narti Nagyboldogasszony plébániához tartozik. 2001-ben 488 lakosa volt.

## Lakosság
| Lakosság változása | Lakosság változása | Lakosság változása | Lakosság változása | Lakosság változása | Lakosság változása | Lakosság változása | Lakosság változása | Lakosság változása | Lakosság változása | Lakosság változása | Lakosság változása | Lakosság változása | Lakosság változása | Lakosság változása |
| ------------------ | ------------------ | ------------------ | ------------------ | ------------------ | ------------------ | ------------------ | ------------------ | ------------------ | ------------------ | ------------------ | ------------------ | ------------------ | ------------------ | ------------------ |
| 1857               | 1869               | 1880               | 1890               | 1900               | 1910               | 1921               | 1931               | 1948               | 1953               | 1961               | 1971               | 1981               | 1991               | 2001               |
| 83                 | 90                 | 82                 | 65                 | 65                 | 78                 | 68                 | 73                 | 85                 | 83                 | 73                 | 69                 | 75                 | 237                | 488                |

## Külső hivatkozások
- Rugvica község hivatalos oldala
- Az első katonai felmérés térképe (1763-1787)